# Juckes
Juckes is een historisch motorfietsmerk.
De bedrijfsnaam was: Efficient Motor & Engineering Co., Wolverhampton.
Juckes was een Engels merk van T.C. Juckes, dat goede motorfietsen maakte met eigen 274 cctweetakten en 348 cc kopklepmotoren, maar soms ook inbouwmotoren van andere merken gebruikte.
Juckes richtte het merk rond 1900 op in de East End Works, 315 Bilston Road in Wolverhampton. Daar produceerde men scheepsmotoren, stationaire motoren en inbouwmotoren voor auto’s en motorfietsen. Daarnaast werden ook versnellingsbakken en verlichtingssets gemaakt.

## Geschiedenis
De eerste motorfiets werd in 1902 gebouwd, een 601 cc prototype, en in de volgende jaren volgden er nog enkele. Waarschijnlijk produceerde men in 1907 een kleine serie complete motorfietsen, die echter werden voorzien van een ACME V-twin, een Juckes vierversnellingsbak en riem- of kettingaandrijving. In 1910 werd waarschijnlijk nog een prototype met de 601 cc motor gemaakt. Rond 1911 bouwde men nog eens een zevental motorfietsen, ditmaal met inbouwmotoren van Bradbury en eigen frames. Zes van deze machines waren luchtgekoeld, één had waterkoeling met een kleine radiateur en een speciale koperen cilinderkop. In 1912 leverde men een 4 pk watergekoelde motorfietsmotor en een van de eerste vierversnellingsbakken.
In 1913 en 1914 produceerde men 4½ pk eencilindermotoren, zowel kop- als zijkleppers, voor andere motorfietsfabrikanten. Daarnaast werden “cyclecars” (kleine, betaalbare auto’s) en motorfietsen in opdracht geproduceerd. Het belangrijkste product was de Juckes drieversnellingsbak met koppeling, die een goede naam op het gebied van betrouwbaarheid had. De Juckes Patent koppeling had een Ferodo plaat die erg soepel aangreep. Tijdens de Eerste Wereldoorlog leverde men versnellingsbakken aan verschillende geallieerde regeringen, maar er werden ook 18 militaire motorfietsen geproduceerd.
In het begin van de jaren twintig besloot Juckes een serie motorfietsen met tweetaktmotoren te gaan produceren. De meeste onderdelen werden in eigen beheer ontwikkeld en geproduceerd. De motoren waren driepoorts tweetakten volgens een eigen patent, waarbij de mengsmering een speciaal oliegedeelte had. Door dit systeem bleef de smering beperkt tot het carter en werden de oliedeeltjes nauwelijks verbrand. 

### Model A
Pas in 1923 verscheen de eerste commerciële motorfiets, het Model A. Hij had een 274 cc 2,75 pk tweetaktmotor en riemaandrijving, maar het ontwerp was zodanig dat gemakkelijk een ombouw naar kettingaandrijving kon worden doorgevoerd. Het model A had een topsnelheid van 50 mph (80 km/h). Er bestonden een aantal versies van:
- Het Model A1 had twee versnellingen en kostte 38 £ en 10 Shilling.
- Het Model A2 had eveneens twee versnellingen, maar ook een koppeling en een kickstarter en kostte 45 £.
- Het Model A3 had drie versnellingen, koppeling en kickstarter en kostte 46 £ en 10 Shilling.
- Het model A4 had vier versnellingen, koppeling en kickstarter en kostte 49 £ en 10 Shilling.

Voor 2 £ en 15 Shilling kon een iets sterkere 3 pk motor worden ingebouwd.

### Model B
Het Model B was ten opzichte van het Model A slechts licht gewijzigd, maar had wel kettingaandrijving met een tweeversnellingsbak, koppeling en kickstarter. Dit model had een Swan voorvork, een Leckie zweefzadel en Hutchison luchtbanden. Deze machine kostte 48 £ en 10 Shilling. Ook van dit model kwamen aanvullende versies:
- Het Model B3 met drie versnellingen voor 51 £ en 10 Shilling.
- Het Model B4 met vier versnellingen voor 53 £ en 15 Shilling

Ook deze modellen konden voor 2 £ en 15 Shilling van een 3 pk motor worden voorzien. 
De modellen A en B konden voorzien worden van een zijspan, voor prijzen tussen 13 £ en 24 £. Complete zijspancombinaties kostten tussen 62- en 72 £. Ze haalden tussen 35- en 40 mph (56- en 64 km/h). 

### Model C
Het Model C was een sportmodel. Het was grotendeels identiek aan het Model B, maar had een sportiever stuur, smallere en lichtere spatborden, een rechte uitlaatpijp, voetsteunen in plaats van treeplanken en leverde ook iets meer vermogen. 

### Model G
In 1925 presenteerde Juckes de G-modellen, die een 347 cc kopklepmotor uit eigen keuken hadden. Ze hadden zowel een automatische als een handbediende oliepomp en een verstevigd frame zonder laswerk. Bovendien hadden ze een Druids voorvork en trommelremen vóór en achter. Ze kregen een sport- of een toerstuur en ze waren afgewerkt met lakwerk van hoge kwaliteit, in zwart met gouden biezen, zoals dat in Wolverhampton bij meer merken (Sunbeam en HRD) gebruikelijk was. 
- Het Model G had drie versnellingen
- Het Model G4 had vier versnellingen
- Het Model GA was een sportmodel dat ook als racemotor geleverd kon worden. Daarom had het frame dubbele buizen. Toch was de machine met 54 £ redelijk goedkoop.

## Faillissement
In november 1925 ging het merk failliet. Van het model GA waren toen slechts negen exemplaren gebouwd. De tweetakten verkochten goed, er zijn er in totaal ongeveer 683 geleverd. In 1923 had het bedrijf zijn hoogtepunt bereikt, met een productie van 400 motorfietsen. Tussen 1902 en 1925 maakte men bovendien 4.703 versnellingsbakken en 90 motorblokken die niet voor motorfietsen bestemd waren. 
T.C. Juckes had later een garage in Wolverhampton, T. C. Juckes Motor Repairer. Dit bedrijf bleef tot 1962 bestaan.